# Yoshifumi Ono
Yoshifumi Ono (født 22. maj 1978) er en tidligere japansk fodboldspiller.
Han har spillet for flere forskellige klubber i sin karriere, herunder Consadole Sapporo og Montedio Yamagata.